# Waldemar Pawlak
Waldemar Pawlak (Model (Mazovië), 5 september 1959) is een Pools politicus. Hij was in de jaren 90 twee keer minister-president van Polen, kort in 1992, en van 1993 tot 1995. Sinds november 2007 is hij vicepremier en minister van Economie in het kabinet van premier Donald Tusk. Pawlak is de enige persoon die twee keer premier is geweest in de huidige Poolse Republiek (sinds 1989), en hij is de jongste premier. Pawlak werd geboren in Model, Mazovië. Hij heeft gestudeerd aan de Technische Universiteit Warschau; gedurende zijn studentenjaren en het Poolse staat van beleg in de jaren 80 was hij actief in demonstraties. Na zijn studie werd hij computerleraar in Pacyna.

## Politieke carrière
In 1985 werd hij lid van de agrarische Verenigde Volkspartij (ZSL), die steun verleende aan Solidarność. Na 1990 werd hij lid van de opvolger van de ZSL, de huidige Poolse Volkspartij. Sinds 28 juni 1989 is hij lid van het Poolse parlement, de Sejm. In 1991 werd hij de partijleider van de PSL.

### Eerste premierschap
Zijn eerste termijn als premier duurde slechts van 5 juni tot 7 juli 1992, de kortste periode van een Pools kabinet: slechts 33 dagen. Deze dagen staan bekend als Pawlak's 33 dagen (33 dni Pawlaka). Na de val van het kabinet van Jan Olszewski werd Pawlak als leider van de PSL door president Lech Wałęsa benoemd tot de nieuwe premier. Hij kreeg de taak om een nieuwe coalitieregering te vormen, bestaande uit agrariërs, christendemocraten en liberalen. Zijn regering kreeg echter niet het vertrouwen van een meerderheid van de Sejm. Na de mislukte stemming trad Pawlak af als premier, en Wałęsa verving hem door Hanna Suchocka, die uiteindelijk wel een meerderheid achter haar kreeg in het parlement. Pawlak's eerste termijn als premier werd en wordt nog steeds gezien als een waarnemende regering, die enkel diende om een nieuwe coalitie de tijd te geven een nieuwe regering te vormen na de politieke onrust door de val van de regering-Olszewski. Aangezien het kabinet geen steun had gekregen van het parlement, bestond het kabinet van Pawlak formeel niet uit ministers, maar tijdelijke hoofden.

### Tweede premierschap
De parlementsverkiezingen in 1993 werden gewonnen door de PSL en de sociaaldemocratische Alliantie van Democratisch Links (post-communistische partij). De twee partijen hadden samen een ruime meerderheid in het parlement. De twee partijen vormden daarom een regering, met Pawlak voor de tweede keer als minister-president. Namens de sociaaldemocraten werd Józef Oleksy de voorzitter van het parlement, en bleef SLD-lid Aleksander Kwaśniewski lid van het parlement, zonder een portefeuille. Tijdens zijn premierschap benoemde hij Miss Polonia Ewa Wachowicz als woordvoerder richting de pers; dit kreeg veel media-aandacht.
Na verloop van tijd werden Pawlak en Kwaśniewski bittere politieke rivalen. Kwaśniewski zei de ambitie te hebben om "de facte premier" te worden, terwijl Pawlak premier wilde blijven. Beide partijleiders gebruikten hun partijen om hun strijd te voeren. Aanvankelijk creëerde Pawlak een informele alliantie met president Wałęsa tegen de SLD, maar de relaties tussen deze politici werden al snel verslechterd. In 1995 legde Pawlak drie opties aan Kwaśniewski voor. De eerste optie was dat Pawlak premier zou blijven, met Kwaśniewski als vicepremier en minister van Buitenlandse Zaken. De tweede optie was dat de SLD een nieuwe regering zou vormen, met Kwaśniewski als premier. De derde optie was dat parlementsvoorzitter Oleksy premier zou worden van de toenmalige coalitie. Pawlak zou gedacht hebben dat Kwaśniewski het niet zou willen riskeren om een SLD-minderheidsregering te vormen zonder de steun van een meerderheid of zijn partijpolitieke rivaal Oleksy naar voren zou schuiven. Desondanks nam Kwaśniewski de verrassende derde optie.

### Na zijn premierschap
Ondanks zijn populariteit kon Pawlak niet de presidentsverkiezingen in 1995 winnen; hij eindigde vijfde met slechts 770 417 stemmen (4,31% van de stemmen). Hij belandde ver achter Kwaśniewski, Wałęsa, Jacek Kuroń en Jan Olszewski. Na zijn politieke ruzie met Kwaśniewski en de presidentsverkiezing waren er bewegingen binnen de PSL om Pawlak te vervangen als partijleider door Jarosław Kalinowski. De PSL leed een groot verlies bij de parlementsverkiezingen in 1997, en werd de kleinste fractie in het parlement (van 132 zetels naar slechts 27 zetels). Na de verkiezingen besloot Pawlak om het rustiger aan te doen, alhoewel hij wel lid bleef van de Sejm. Na de verkiezingen in 2001 werd Kalinowski vicepremier in het kabinet van premier Leszek Miller. Pawlak speelde geen grote rol gedurende deze periode.

### Comeback
Pawlak maakte in 2005 een politieke comeback door weer partijleider te worden van de PSL. Na de parlementsverkiezingen in 2007 vormde het Burgerplatform een coalitie met de PSL. Pawlak werd vervolgens vicepremier en minister van Economie onder premier Donald Tusk. Hoewel de PSL nog steeds de kleinste fractie in de Sejm is, wordt Pawlak vaak geprezen voor het behalen van een grote politieke overwinning. Gedurende zijn huidige leiderschap heeft de partij betere verkiezingsresultaten behaald, is er weinig competitie meer onder de agrarische stemmers en ook van de agrarisch-populistische Samoobrona, en heeft de partij weer veel stemmen gewonnen in de landelijke gebieden in Polen. Ten slotte heeft de PSL nu drie ministerposten in de regering.
In juni 2010 was Pawlak de kandidaat van de PSL in de presidentsverkiezingen. Hij behaalde 1,75% van de stemmen, goed voor een vijfde plaats.
In november 2012 werd Pawlak tijdens het congres van zijn partij niet herkozen als partijvoorzitter. Twee dagen later diende hij bij premier Tusk zijn ontslag in als vicepremier en minister van Economie, een verzoek dat op 27 november werd gehonoreerd. Hij werd in beide functies opgevolgd door de nieuwe partijvoorzitter van de PSL, Janusz Piechociński.

## Persoonlijk
Pawlak werd jarenlang bekritiseerd voor zijn stijve persoonlijkheid (hij werd de "Cyborg minister-president" genoemd). Deze kritiek is echter tegenwoordig weggeëbd. Pawlak is getrouwd en heeft kinderen. Desondanks zijn er al jaren geruchten over zijn liefdesleven met vele vrouwen. Zijn vrouw Elżbieta wordt daarom ook wel soms genoemd als "Pawlaks formele vrouw".